# Werner von Moltke
Pour les autres membres de la famille, voir Moltke.
Werner Konrad von Moltke, né le 24 mai 1936 à Mühlhausen et mort le 29 ou 30 juillet 2019 à Nieder-Olm, est un athlète ouest-allemand, spécialiste du décathlon.

## Biographie
Représentant la RFA dans les années 1960, Werner von Moltke remporte la médaille d'argent du décathlon lors des Championnats d'Europe de 1962, derrière le Soviétique Vasily Kuznetsov. Il établit à cette occasion la meilleure performance de sa carrière en totalisant 8 022 points (à la table du décathlon de 1962).
Quatre ans plus tard, à Budapest, il s'adjuge le titre continental du décathlon à l'occasion des Championnats d'Europe de 1966. Crédité de 7 740 points, il devance ses deux compatriotes Jörg Mattheis et Horst Beyer.
Il participe aux Jeux olympiques de 1968 à Mexico, mais abandonne la compétition après deux épreuves.
Il remporte à deux reprises les Championnats d'Allemagne de l'Ouest en 1966 et 1968.
Divorcé, il a trois enfants,.
Résidant pendant plus de 40 ans à Nieder-Olm, il y meurt en juillet 2019 à l'âge de 83 ans,,.

### Palmarès
| Date | Compétition           | Lieu     | Résultat | Marque    |
| ---- | --------------------- | -------- | -------- | --------- |
| 1962 | Championnats d'Europe | Belgrade | 2e       | 8 022 pts |
| 1966 | Championnats d'Europe | Budapest | 1er      | 7 740 pts |

### Records
| Épreuve   | Performance | Date              | Lieu     |
| --------- | ----------- | ----------------- | -------- |
| Décathlon | 8 022 pts   | 14 septembre 1962 | Belgrade |